# Pokora

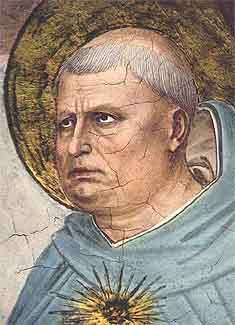
Sv. Tomáš Akvinský považuje pokoru za ctnost ctností, autor: Fra Angelico (1395 – 1455)

Pokora (latinsky: humilitas, německy: Demut, anglicky: humility, rusky: смирение/smirěnije, či смиренномудрие/smirenomudrije) je jedna ze sedmi lidských ctností. 

## Charakteristika
Pokora je stav mysli, či pocit, kdy si osoba uvědomuje vlastní nedokonalost či závislost na někom. Člověk si uvědomuje závislost na tzv. „vyšších mravních požadavcích“ a má tak důvěru, když se to od něho očekává, a ne když potřebuje neúměrně velebit sám sebe. Opakem pokory je pýcha (lat. superbia). Také by se dalo říci, že opakem pokory může být „neustálé srovnávání sebe s druhými: ten je víc, ten je míň, v tomhle jsem byl zkrácen“, neboť „pravá pokora je pravdivost, uznání skutečnosti: respektuji jedinečné povolání své i každého člověka a nesnažím se je srovnávat, posuzovat, hodnotit“.
Pokora se projevuje skromným chováním a nesobeckostí, což jsou rysy člověka, který respektuje druhé. Pokora vyrůstá z vědomí vlastní jedinečnosti a zároveň pocitu vlastní slabosti a nedokonalosti vzhledem k požadavkům vyšších bytostí.

## Pokora v náboženství
V každém náboženství existuje rituální metodika. V křesťanství je to pokání v modlitbě, v buddhismu osvícení v meditaci, v hinduismu vysvobození od karmy vykoupením z reinkarnace - meditací nad osvobozením od viny, nabývané špatným životem, v judaismu dodržováním příkazů tóry a modlitbami na svátky, především na Nový rok a Den smíření. V islámu je pokora před Bohem vyjadřována dodržováním příkazů koránu a sunny (šaría) a vnějšími gesty při modlitbě a vstupu do mešity, atd.
V judaismu patří pokora - šiflut (שִׁפְלוּת) mezi ctnosti.
| „                                        | Každý člověk má nad sebou světlo. A setkají-li se Duše dvou lidí, jejich světla se spojí a vzniká jedno jediné světlo - a to se nazývá Početí. | “ |
| — Martin Buber o židovské pokoře šiflut. | |   |

A to světlo nad člověkem vyjadřuje míru lásky jeho duše k bližnímu. Souznění duší v lásce je předzvěstí souznění s láskou Boží. A souznění muže a ženy je souznění, kdy oba přestávají cítit hranice svého bytí a jsou jedno tělo a jedna duše. A to je Početí v pokoře a lásce Boží k sobě navzájem skrze lásku lidskou.[zdroj⁠?!]